# Kościół Wszystkich Świętych w Hronovie
Kościół Wszystkich Świętych w Hronovie – zabytkowy kościół pw. Wszystkich Świętych w Czechach, w miejscowości Hronov.

## Położenie
Kościół  z dzwonnicą, kaplicą cmentarną oraz starym cmentarzem to obszar historyczny, położony na wzgórzu nad miastem.
Gotycki kościół pw. Wszystkich Świętych wymieniony jest po raz pierwszy w 1359; zniszczony w trakcie wojny trzydziestoletniej i po pożarze w 1639. Przebudowany w stylu barokowym w latach 1713-1717 posiada wyposażenie wnętrza z XIX w.  Kościół otoczony jest oryginalnym kamiennym murem.

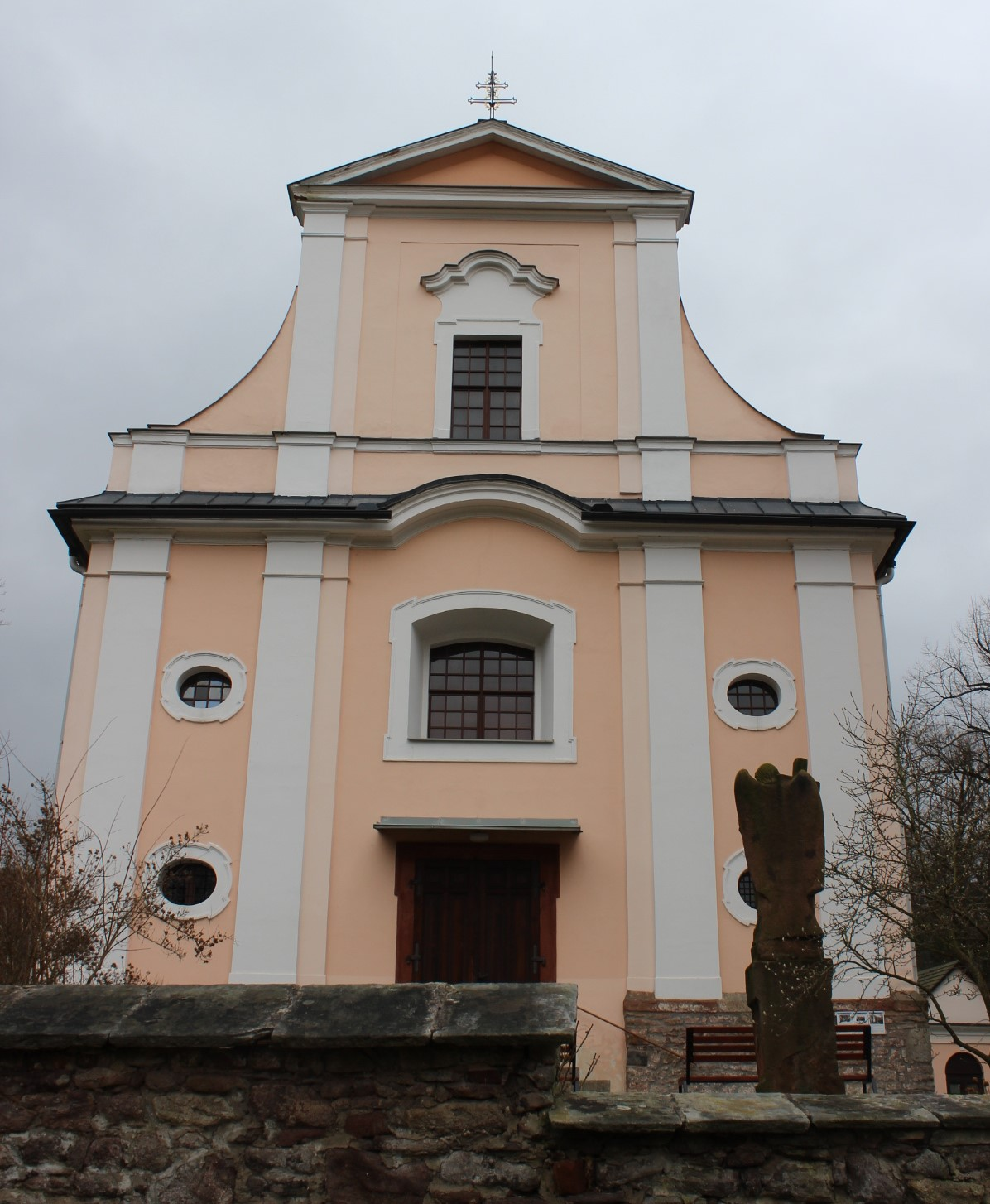
Kościół
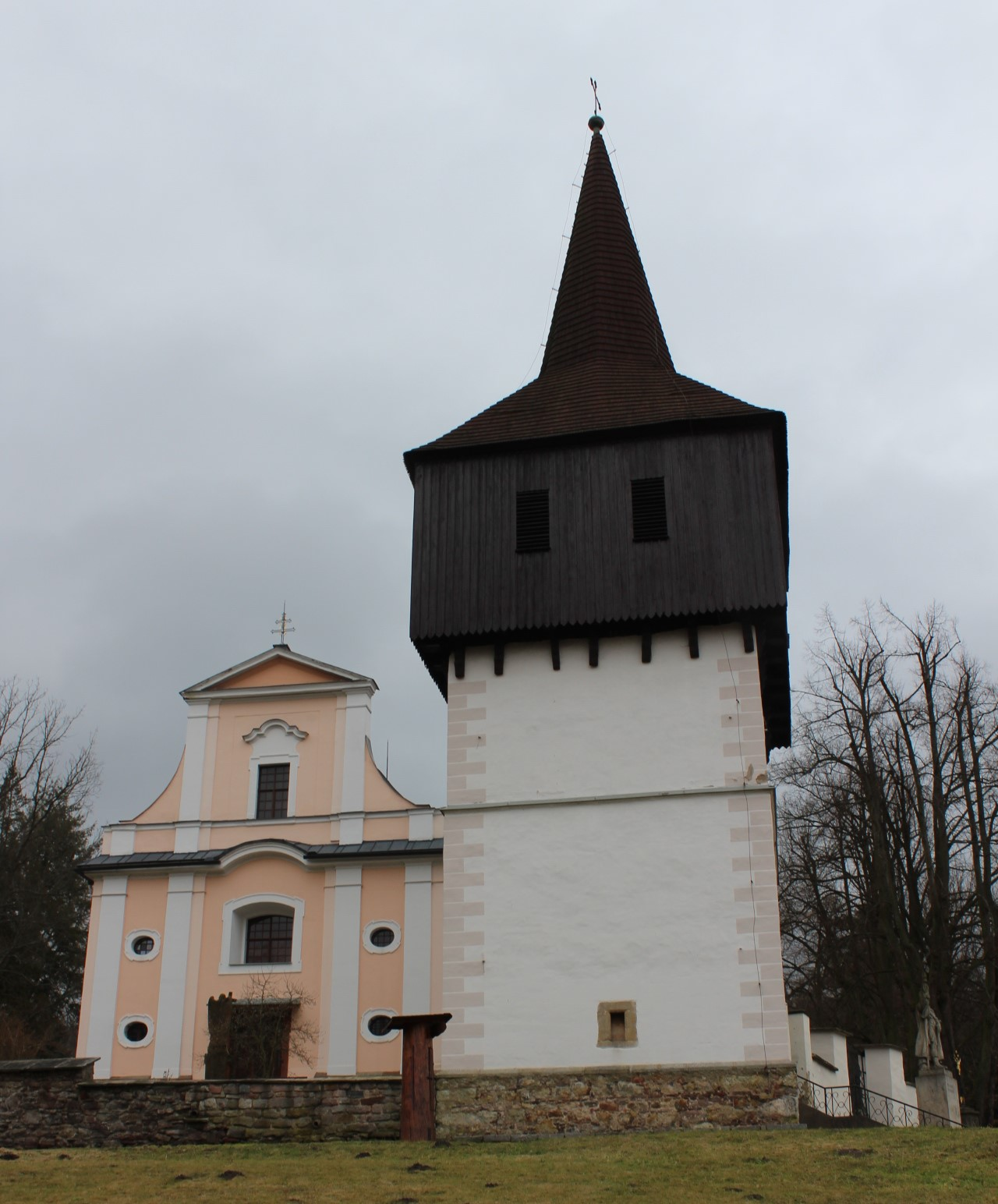
Kościół z dzwonnicą
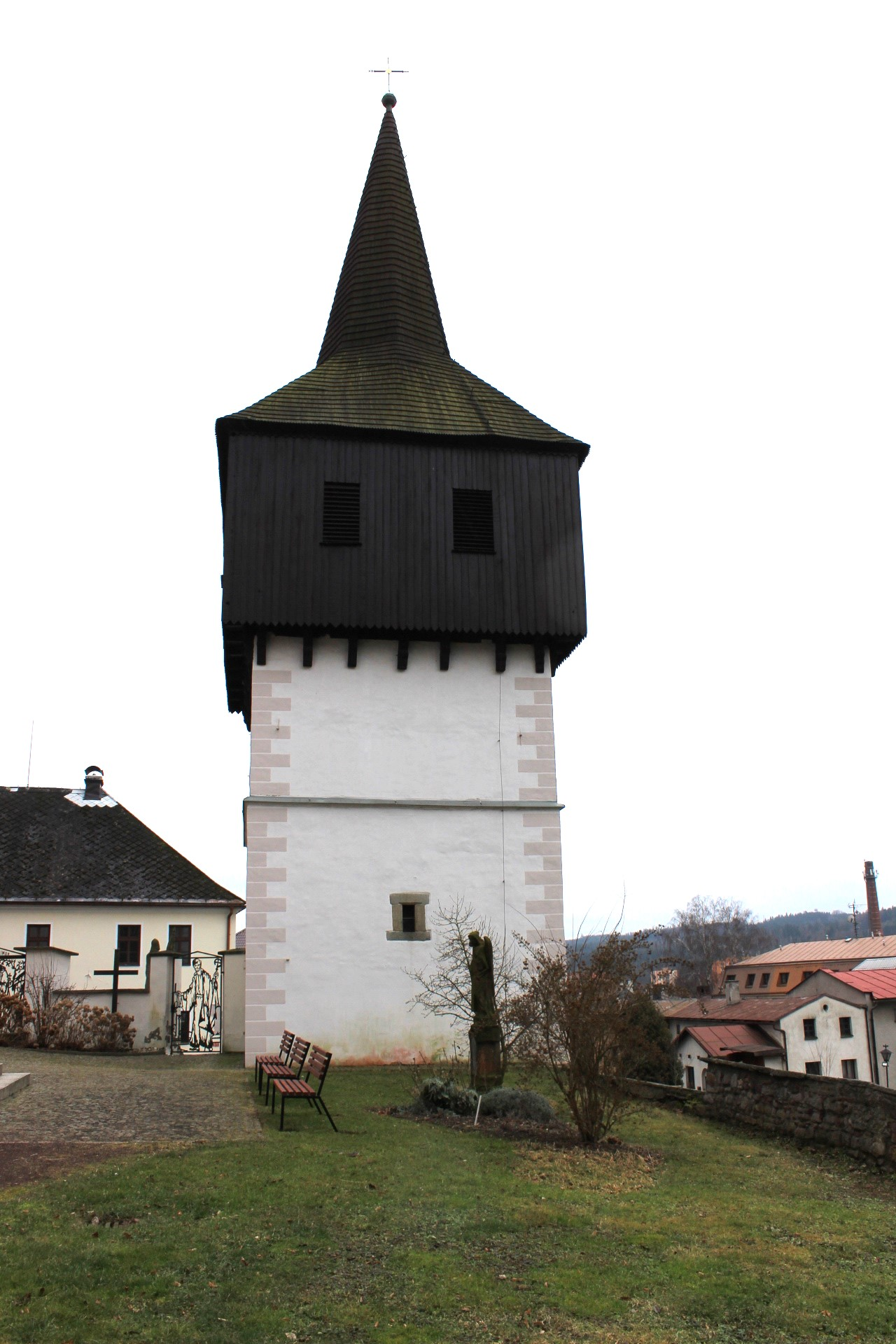
Dzwonnica w Hronovie
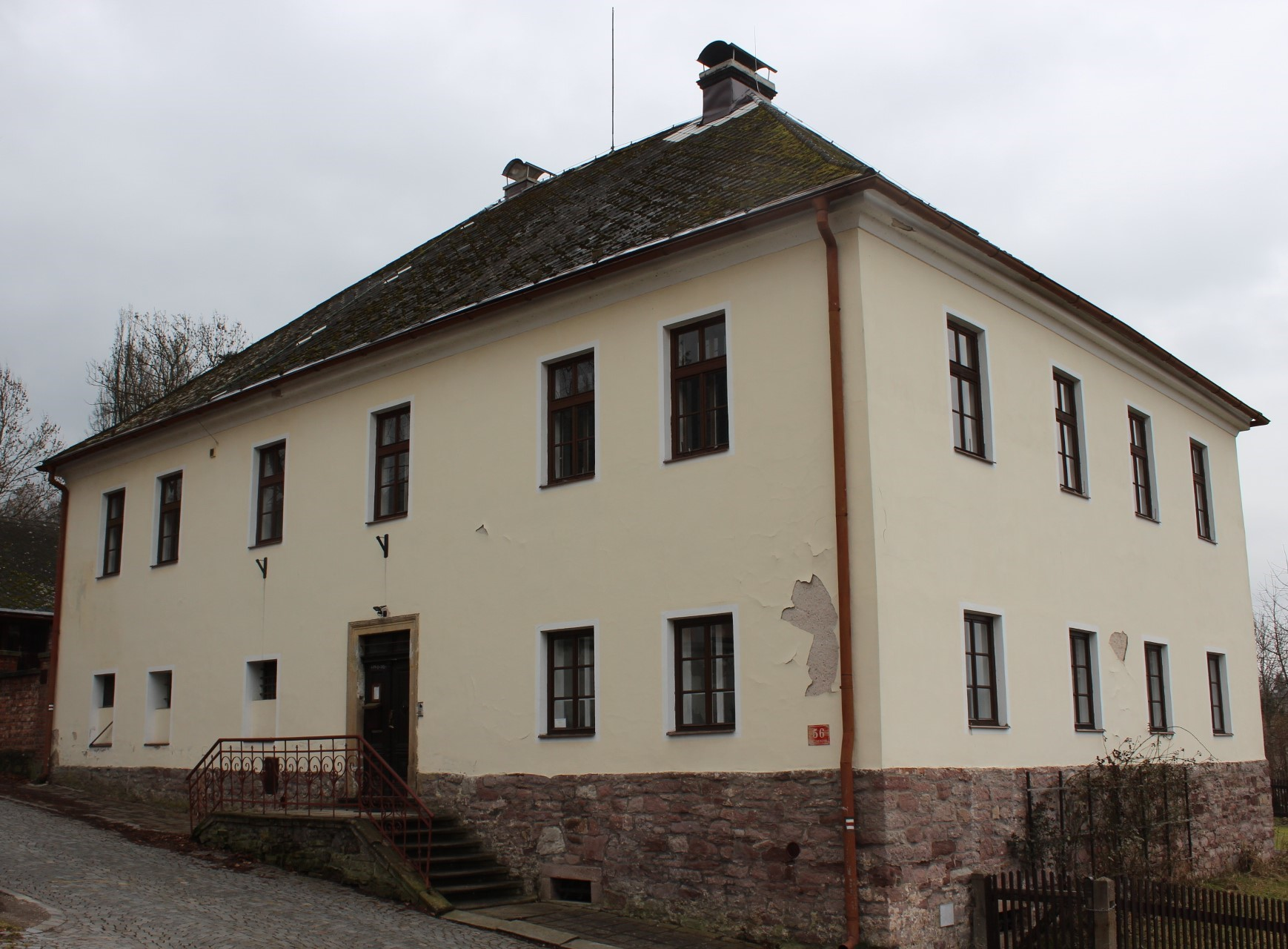
Plebania